# Julia Tuvesson
Julia Tuvesson, född 5 december 1989, är en svensk kokboksförfattare. Hon driver instagramkontot Tuvessonskan där hon gör inlägg om vegetarisk mat och recept hon skapat. Hon har också en blogg med samma namn. 
Julia Tuvesson är utbildad inom etnologi och har även studerat måltidskultur och digital kommunikation. Sedan 2018 driver hon bolaget Tuvessonskan Mat & Kommunikation AB.